# Serraca pseudopunctinalis
Serraca pseudopunctinalis är en fjärilsart som beskrevs av Eugen Wehrli 1924. Serraca pseudopunctinalis ingår i släktet Serraca och familjen mätare. Inga underarter finns listade i Catalogue of Life.